# Cedant arma togae

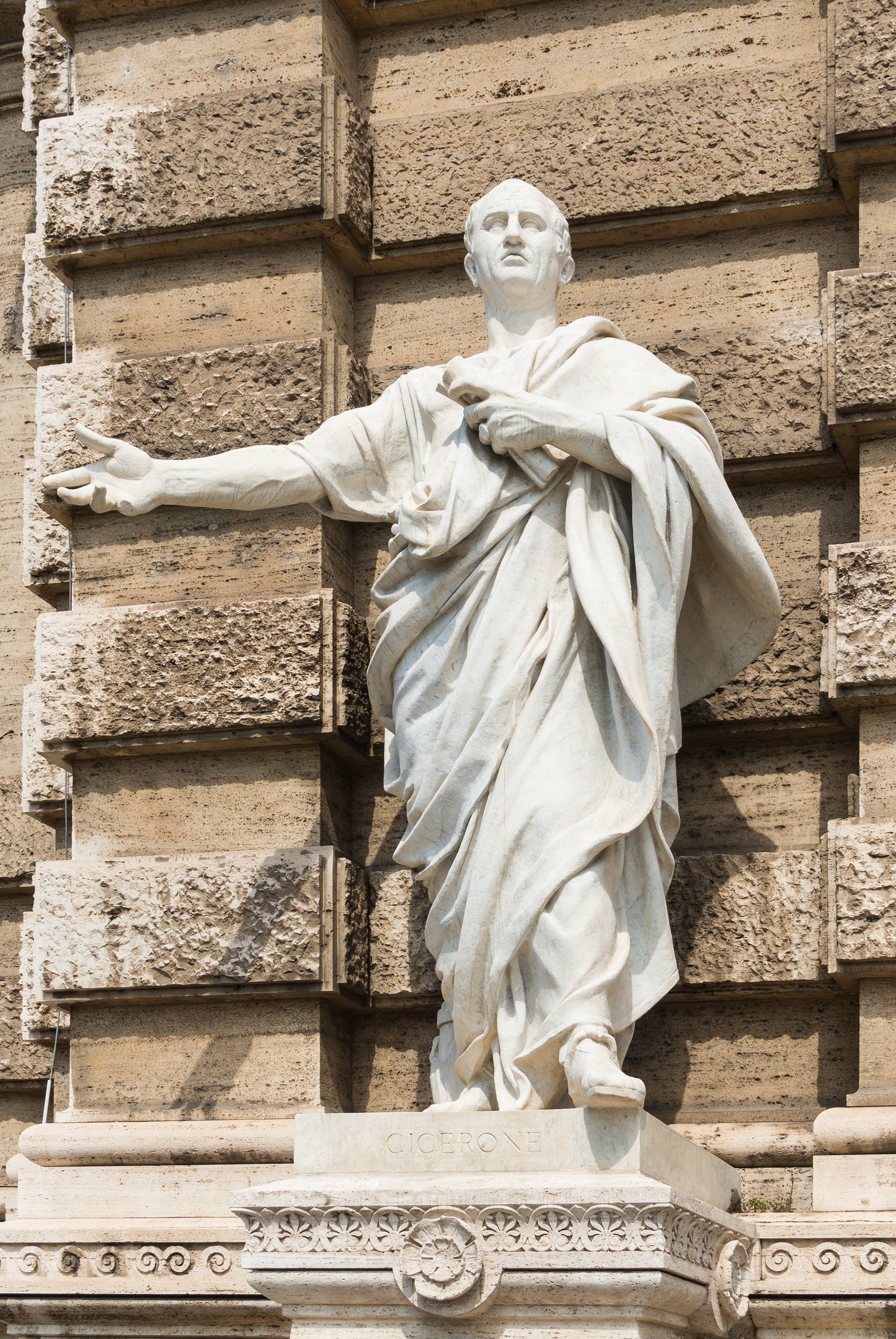
Statua di Cicerone (Roma, Palazzo di Giustizia)

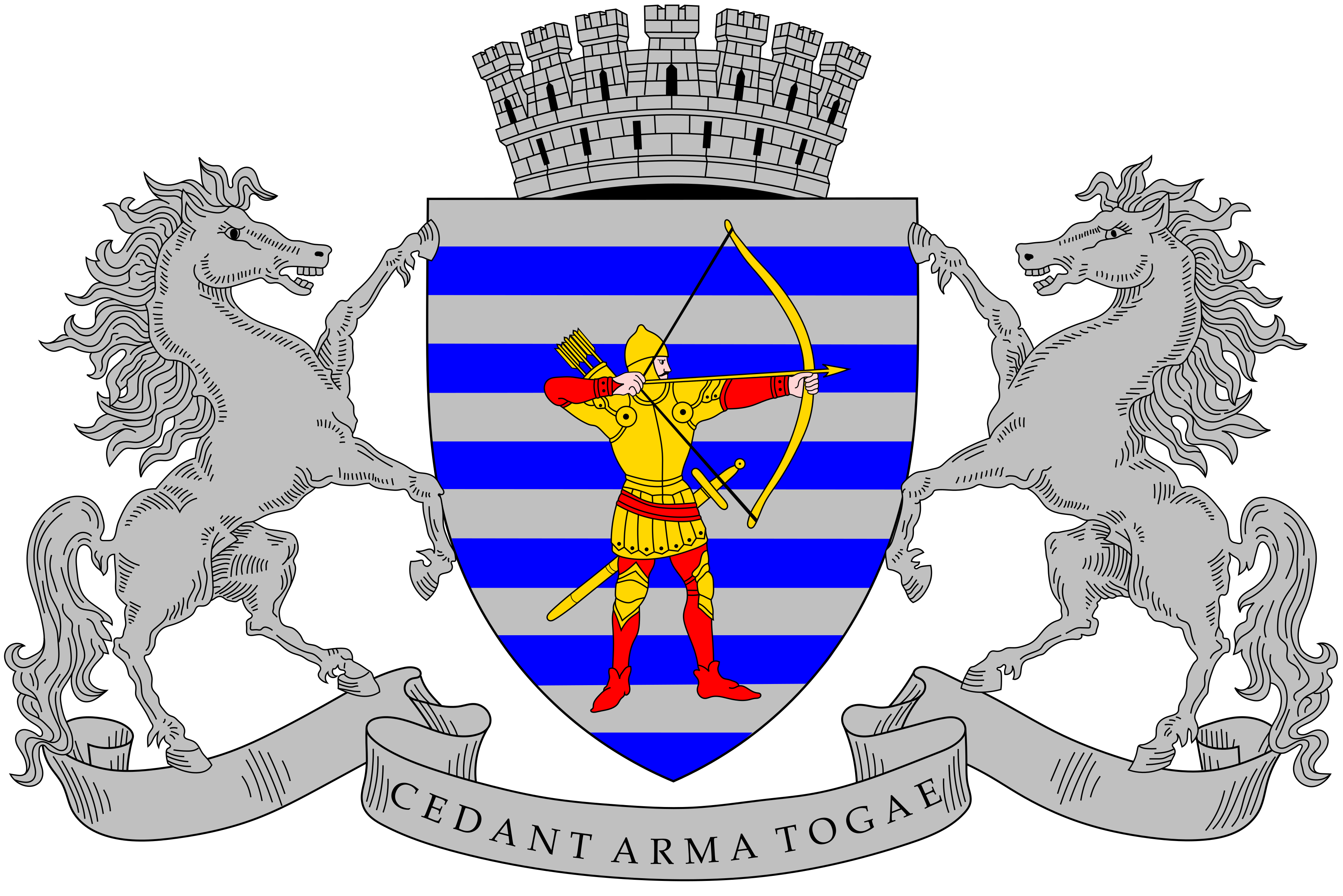
Stemma della città di Bălți (Moldavia)

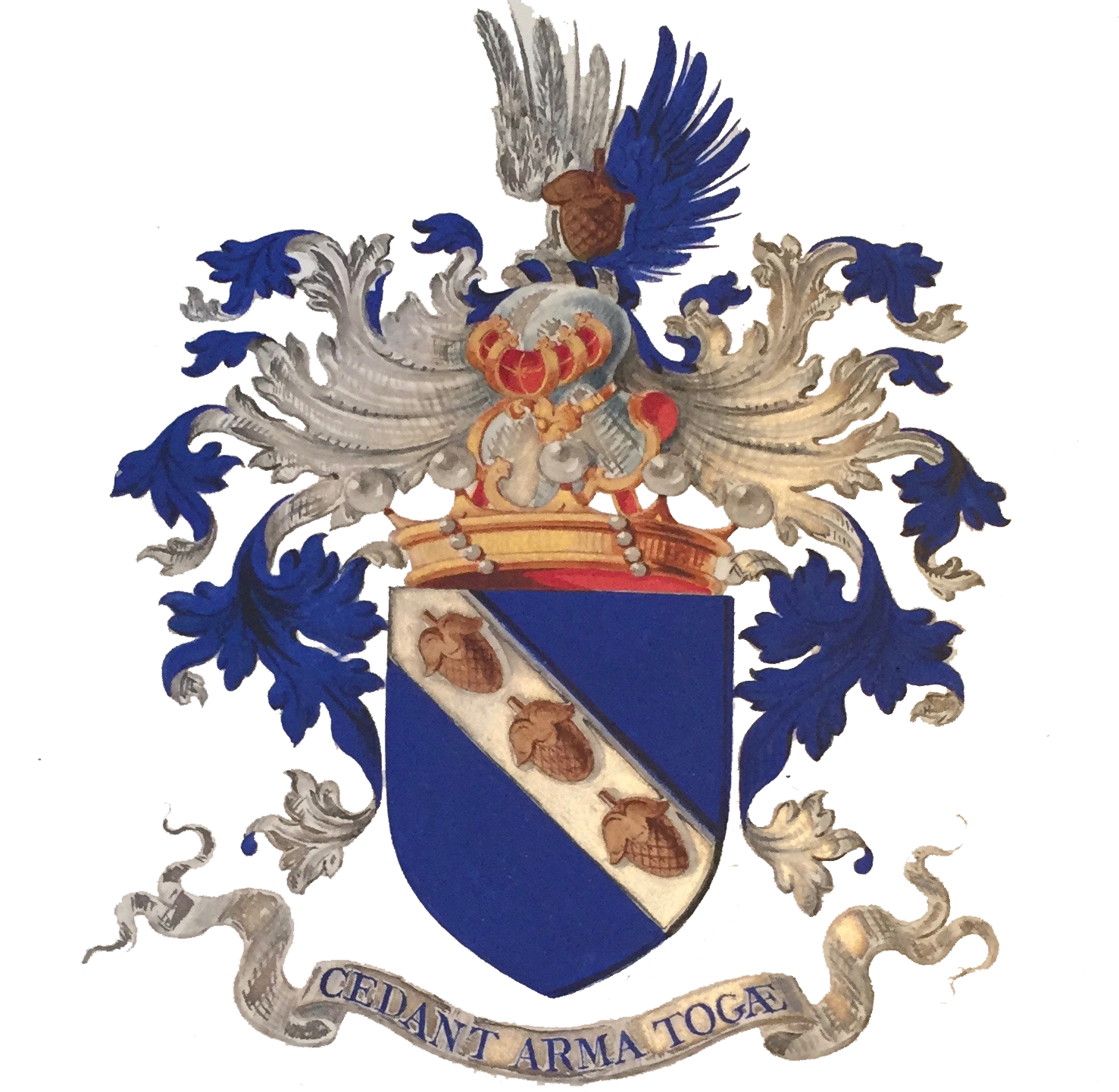
Stemma araldico della famiglia belga Parthon de Von

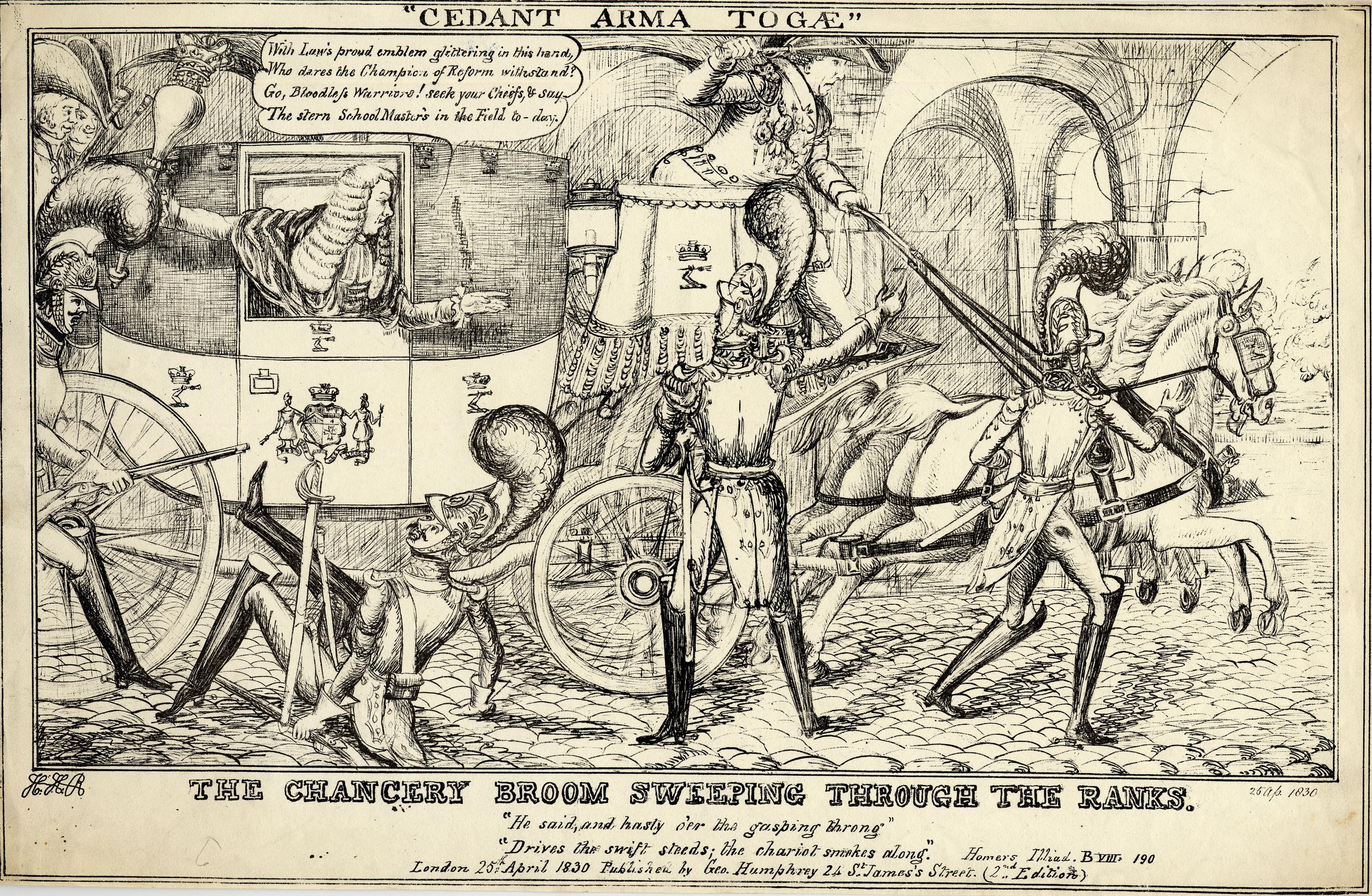
Cedant arma togae: litografia satirica del 1831 (British Museum)

Cedant arma togae è una frase latina, e precisamente una citazione del primo emistichio di un verso esametro di Cicerone (Cedant arma togae, concedat laurea laudi) contenuto nel 3° libro del suo poema De consulatu suo, di cui ci sono pervenuti solo alcuni frammenti. Letteralmente, il verso significa: «Le armi si ritirino davanti alla toga [del magistrato] e la corona d'alloro [ossia il trionfo militare] ceda di fronte al merito [cioè alla gloria civile]».
Il verso è evidentemente autocelebrativo, giacché la toga rappresenta il magistrato togatus, estraneo ad ambizioni di prestigio militare, le cui uniche ma formidabili armi sono il diritto e la parola; rappresenta cioè Cicerone stesso e tutto il senso della sua carriera politica, che si svolse in un periodo travagliato di crisi della repubblica e di violenze armate.
Oggi l'espressione, fuori del suo contesto originario e pressoché sempre nella forma abbreviata, è usata per esprimere l'auspicio che il governo militare ceda il posto a quello civile, la forza delle armi a quella dei magistrati e delle leggi, la guerra alla diplomazia e alla pace; più in generale, la forza e la violenza siano subordinate al diritto e alla discussione civile.

## Pronuncia
La pronuncia del verso, secondo la lettura corrente in Italia del latino (e appropriata a una citazione nel contesto di un discorso in italiano), è la seguente: Cèdant àrma tòge, concèdat làurea làudi.

La pronuncia effettiva dell'epoca di Cicerone era invece questa: kéedant àrma tògae, conkéedat làurea làudi.

Volendo infine leggere l'esametro rispettando gli ictus metrici, bisognerebbe accentare togè se si adotta la pronuncia scolastica, togàe se invece si preferisce la pronuncia classica o restituita.

## Stile
Il verso, artificioso e solenne, utilizza gli strumenti tipici della gravità arcaizzante di sapore enniano: l'allitterazione insistita delle consonanti velari (la pronuncia delle lettere c e g è sempre gutturale ) e l'annominazione laurea / laudi (secondo gli etimologisti antichi, anche figura etimologica).
Toga, arma e laurea sono evidentemente metonìmie.

## Fonti
È lo stesso Cicerone a citare e commentare il suo verso nel De officiis, e successivamente nella seconda filippica.

## Tradizione

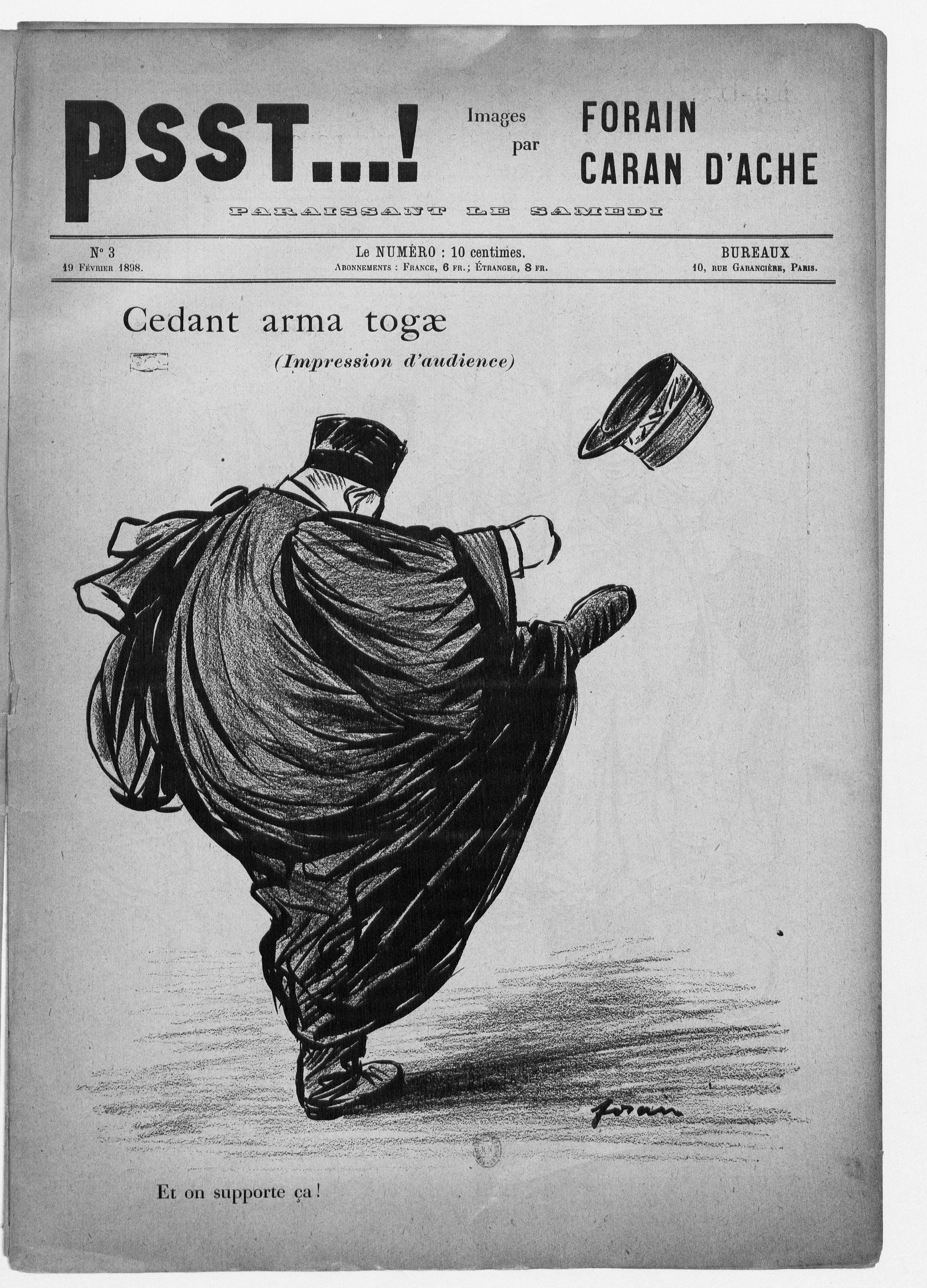
Vignetta satirica sul giornale antidreyfusardo Pssst...! (1898)

«Verso famoso, anche se non di particolare bellezza», irriso già dai contemporanei: lo stesso Cicerone, nel De officiis, riferisce che fu fatto segno d'ironia e di censure ab improbis et invidis.
La frase è citata con ironia dal Manzoni nei Promessi Sposi (cap. XIII), nell'episodio di Ferrer che riesce a salvare il vicario di provvisione assediato dai rivoltosi, prima del tardivo intervento dei soldati: «Era veramente il caso di dire: cedant arma togae; ma Ferrer non aveva in quel momento la testa a citazioni: e del resto sarebbero state parole buttate via, perché l'ufiziale non intendeva il latino».
L'espressione è citata anche da Alexandre Dumas nel Conte di Montecristo, con riferimento alla situazione politica francese all'indomani della sconfitta di Napoleone.
Il motto ricorre nel cartiglio di stemmi araldici, di famiglie o luoghi. Ad esempio, è nello stemma della città di Bălți, in Moldavia.
L'espressione fu inoltre adoperata, anche in modo satirico, in giornali e cartoline postali al tempo dell'affaire Dreyfus, grave conflitto politico-sociale che divise la Francia dal 1894 al 1906.

## Curiosità
Lo stesso Cicerone è autore di un'altra famosa massima spesso utilizzata per esprimere il concetto opposto: Silent enim leges inter arma («Quando si usano le armi, le leggi tacciono»). In realtà il vero senso di questa espressione va riferito al contesto, che è la difesa di Milone dall'accusa di omicidio invocando la legge non scritta della legittima difesa.
Il motto figurava sul cartiglio dello stemma dello stato del Wyoming (Stati Uniti). Una illustrazione del 1876 lo riporta in forma curiosamente errata: OEDANT ARMA TOGA.

## Galleria d'immagini

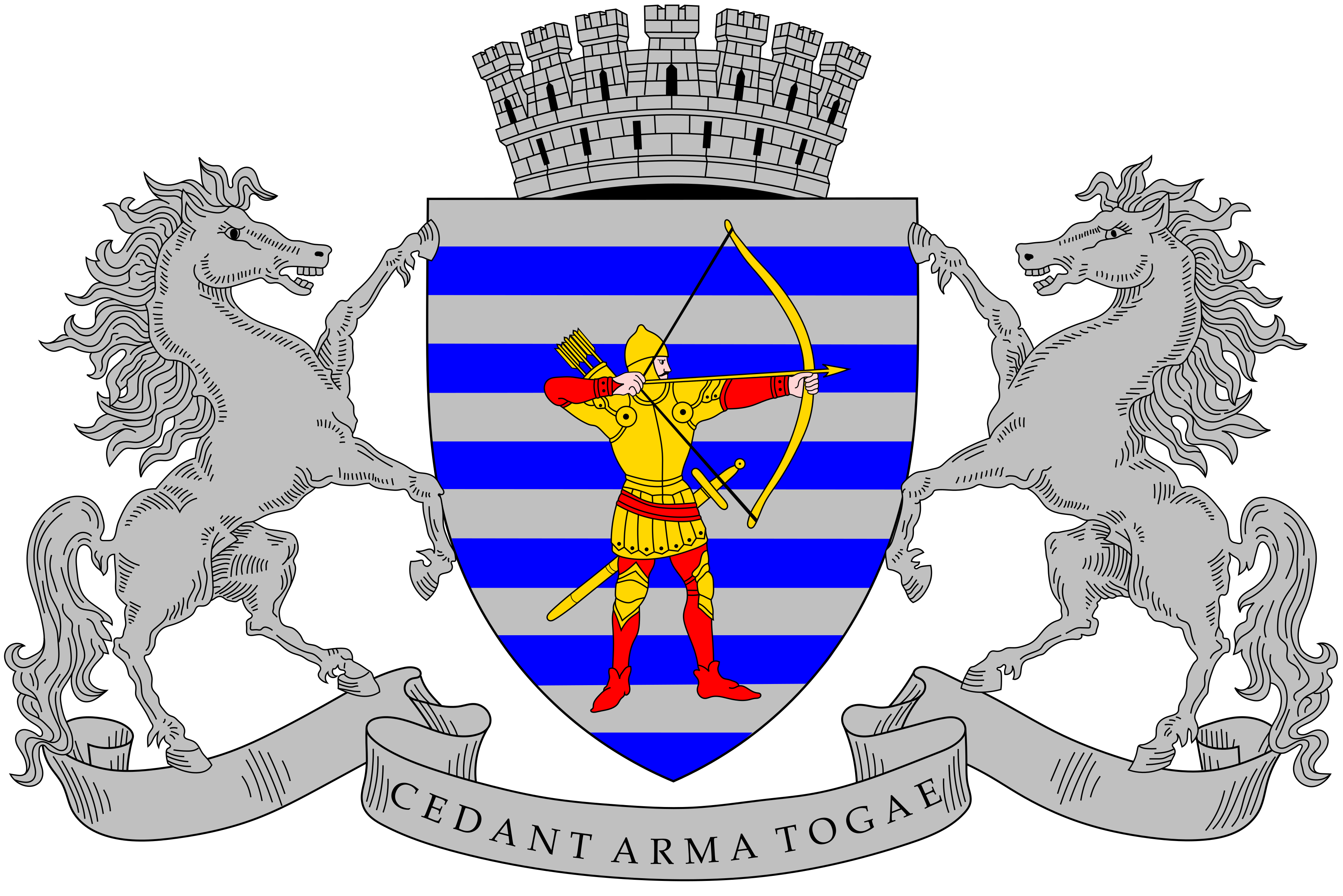
Stemma della città di Bălți (Moldavia)
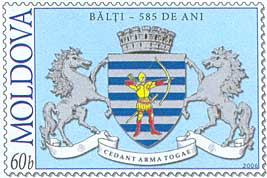
Francobollo moldavo
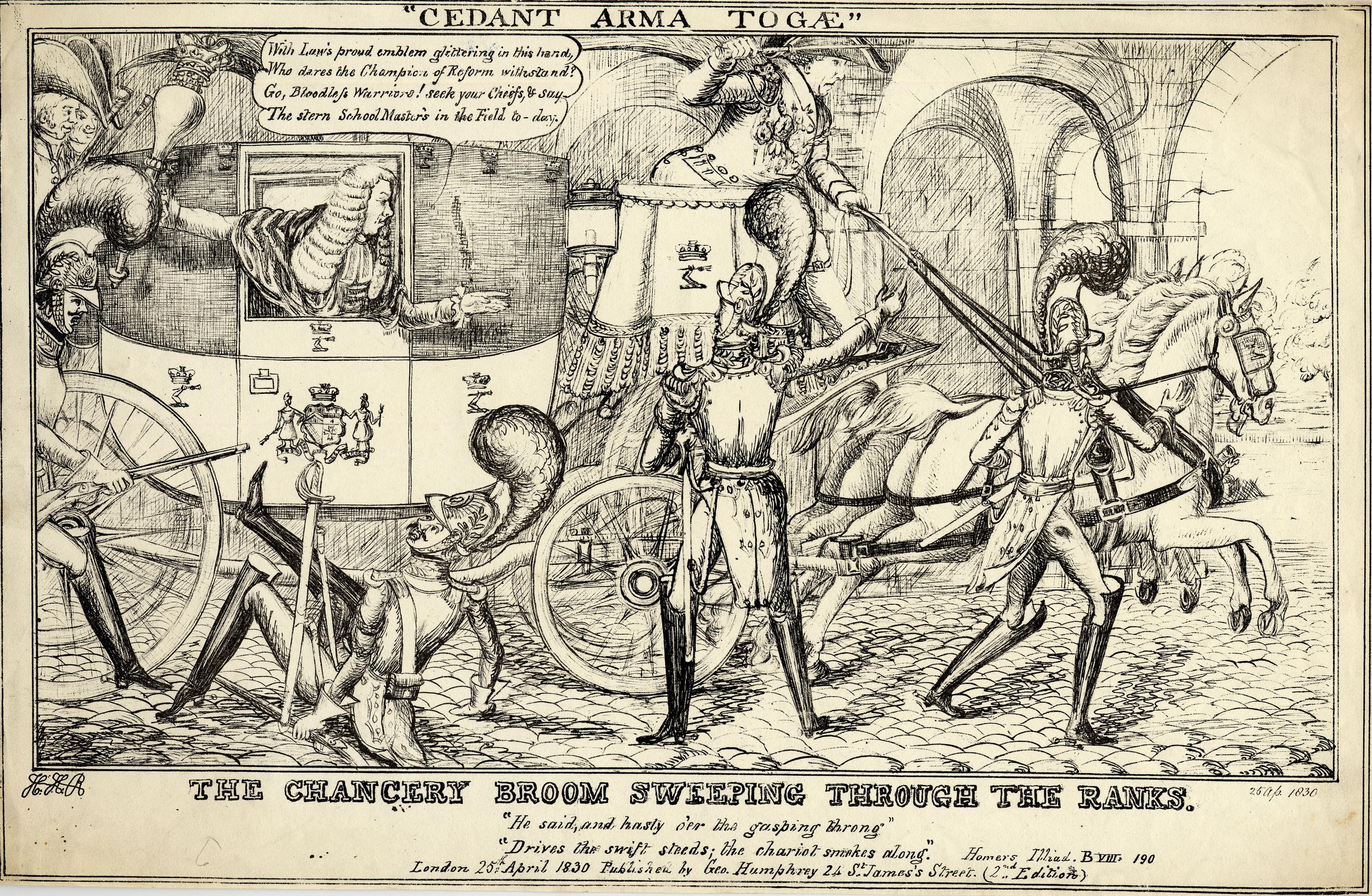
Cedant arma togae: litografia satirica del 1831
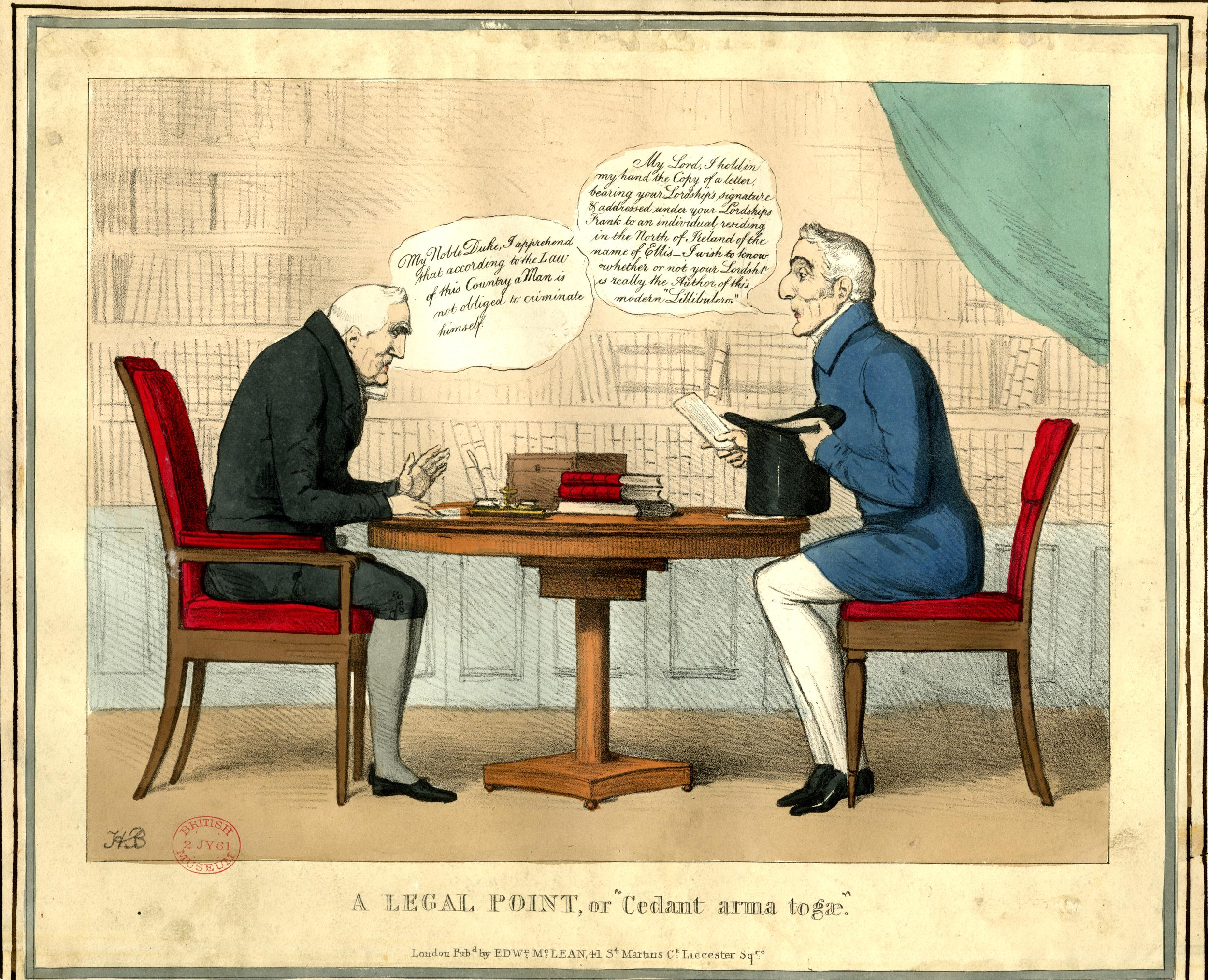
Vignetta satirica (British Museum)
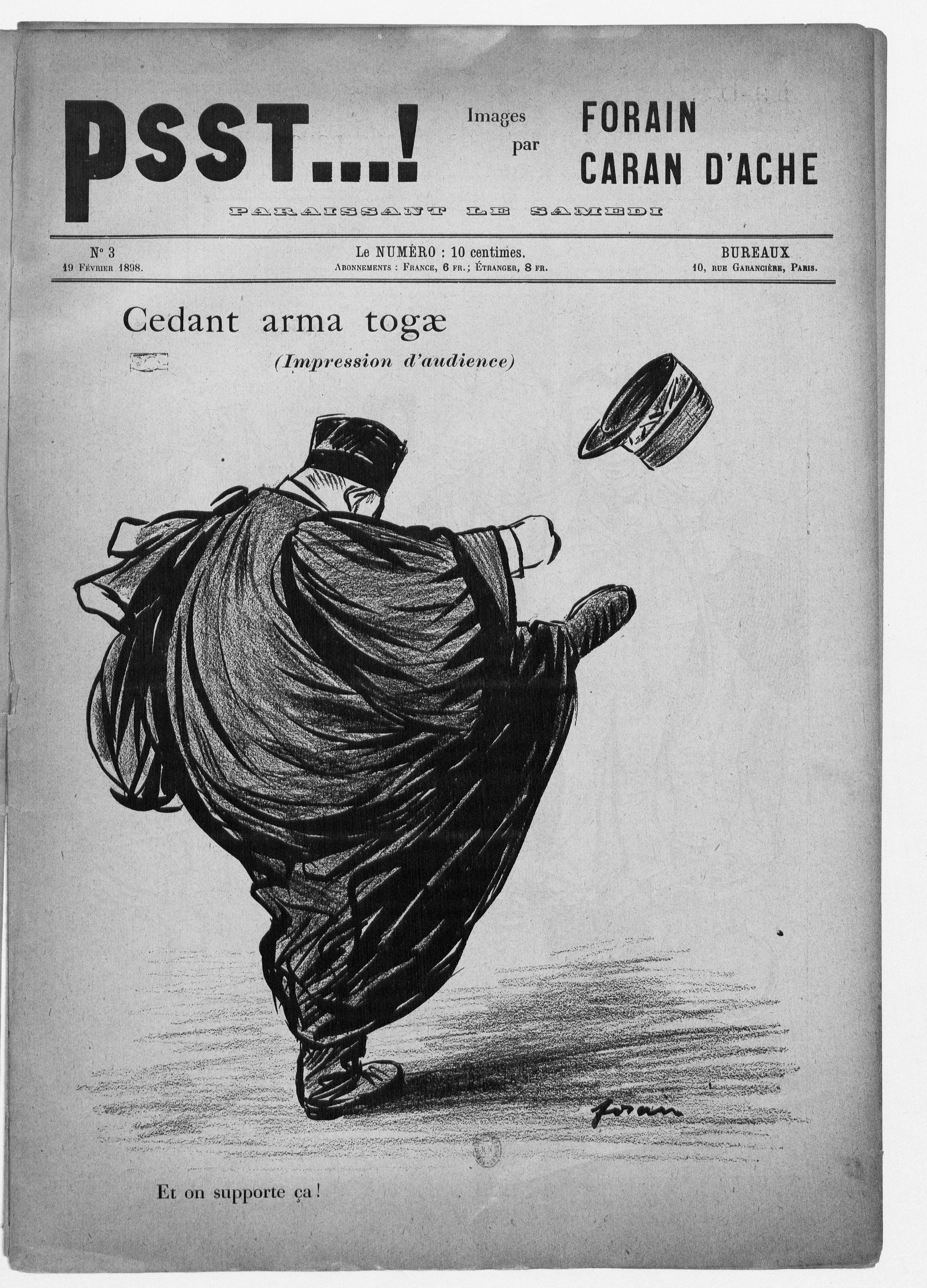
Vignetta satirica sul giornale antidreyfusardo Pssst...! (1898)
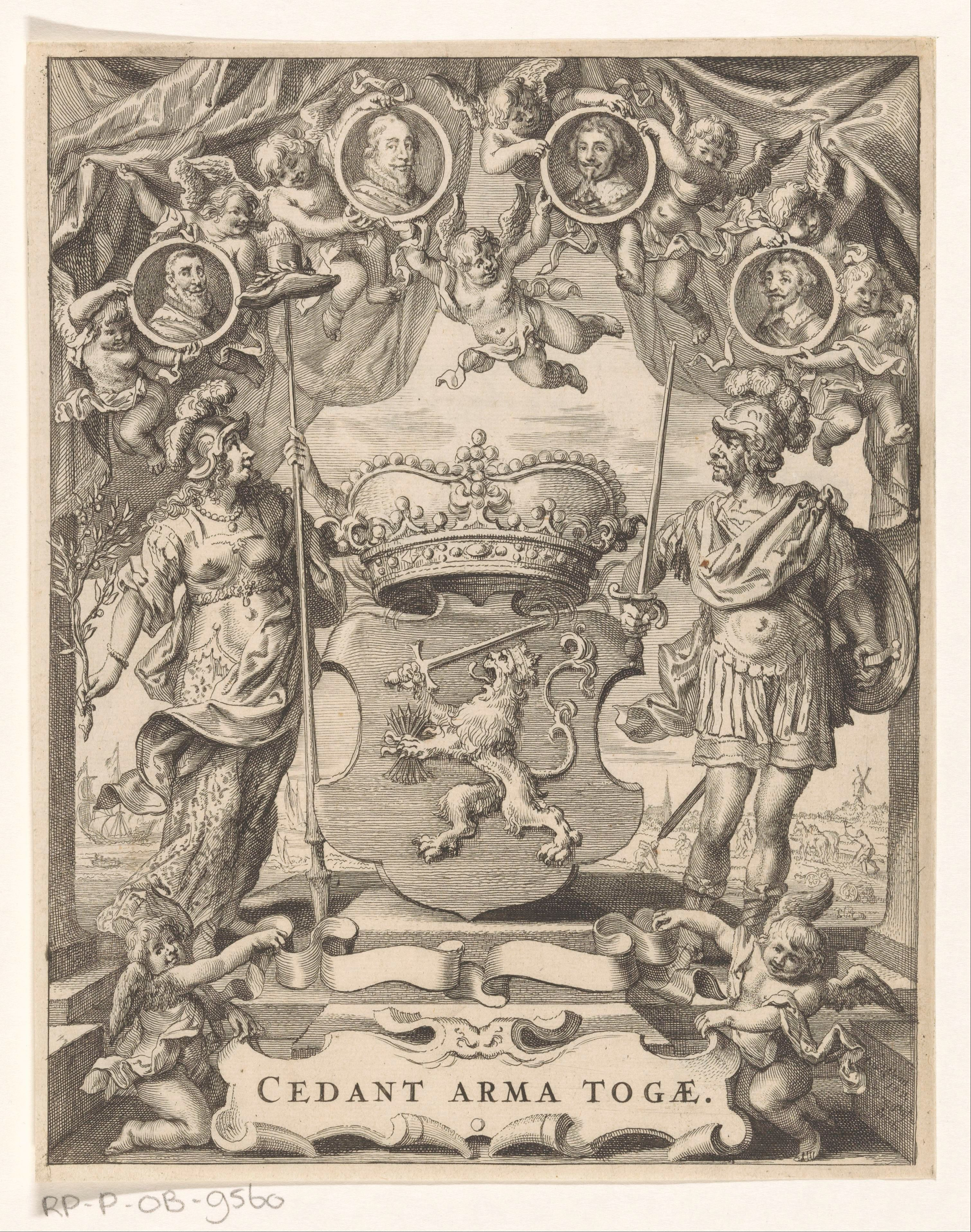
Acquaforte con stemma dell'Olanda del 1657 (Rijksmuseum, Amsterdam)
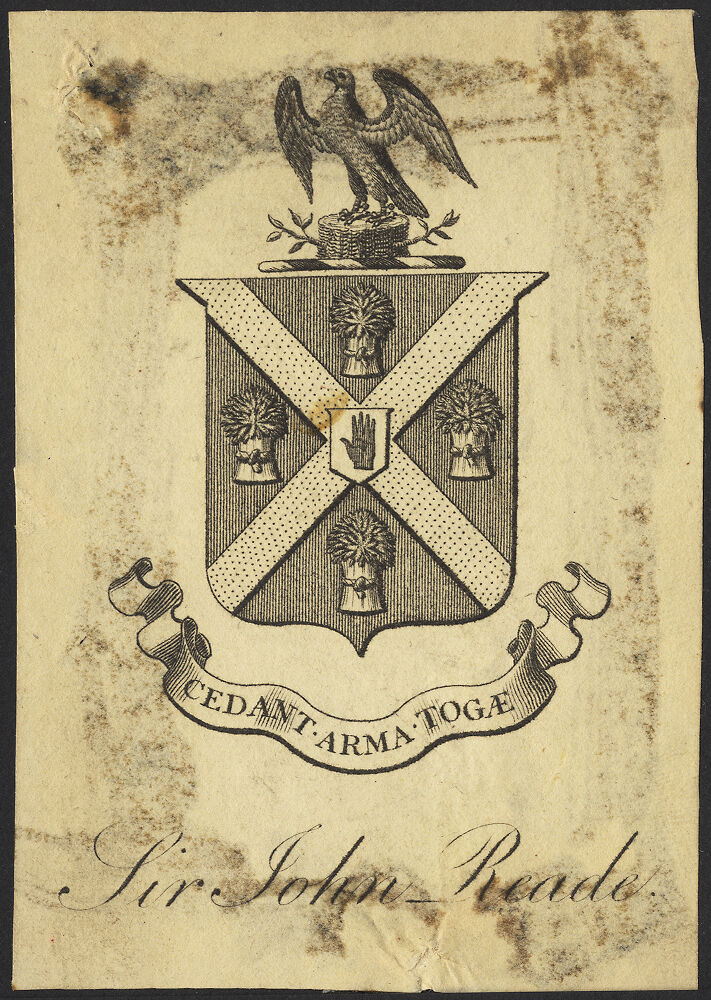
Stemma araldico di Sir John Reade (stampa)
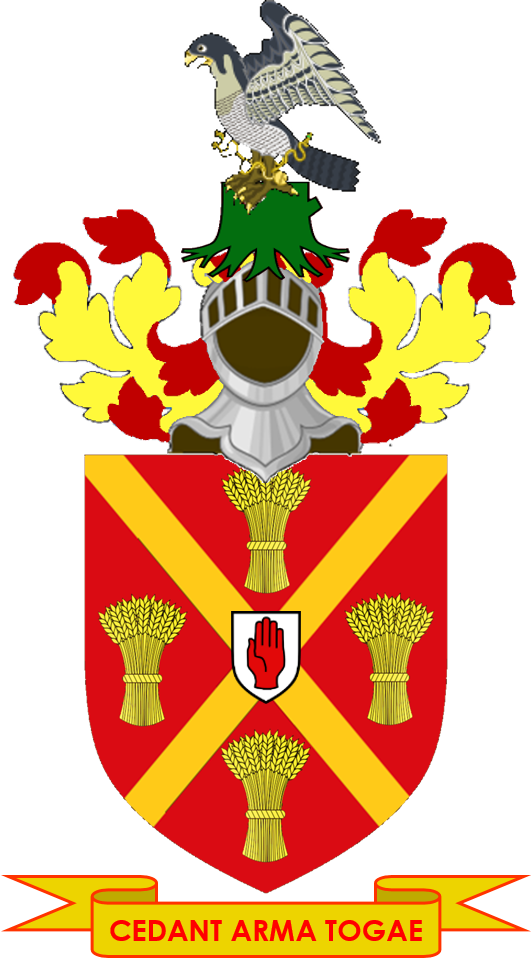
Stemma araldico di Sir John Reade (disegno)
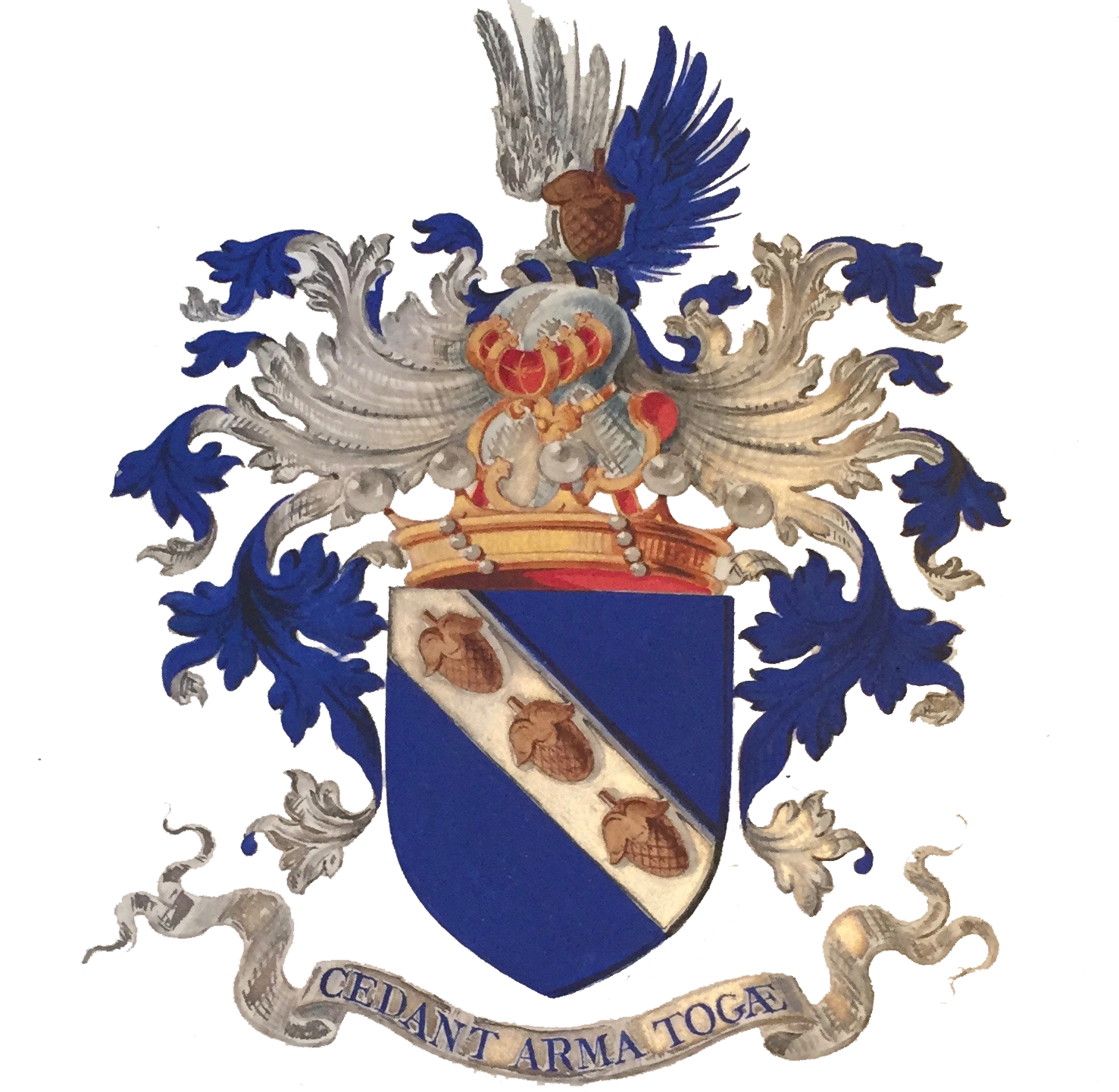
Stemma araldico della famiglia belga Parthon de Von
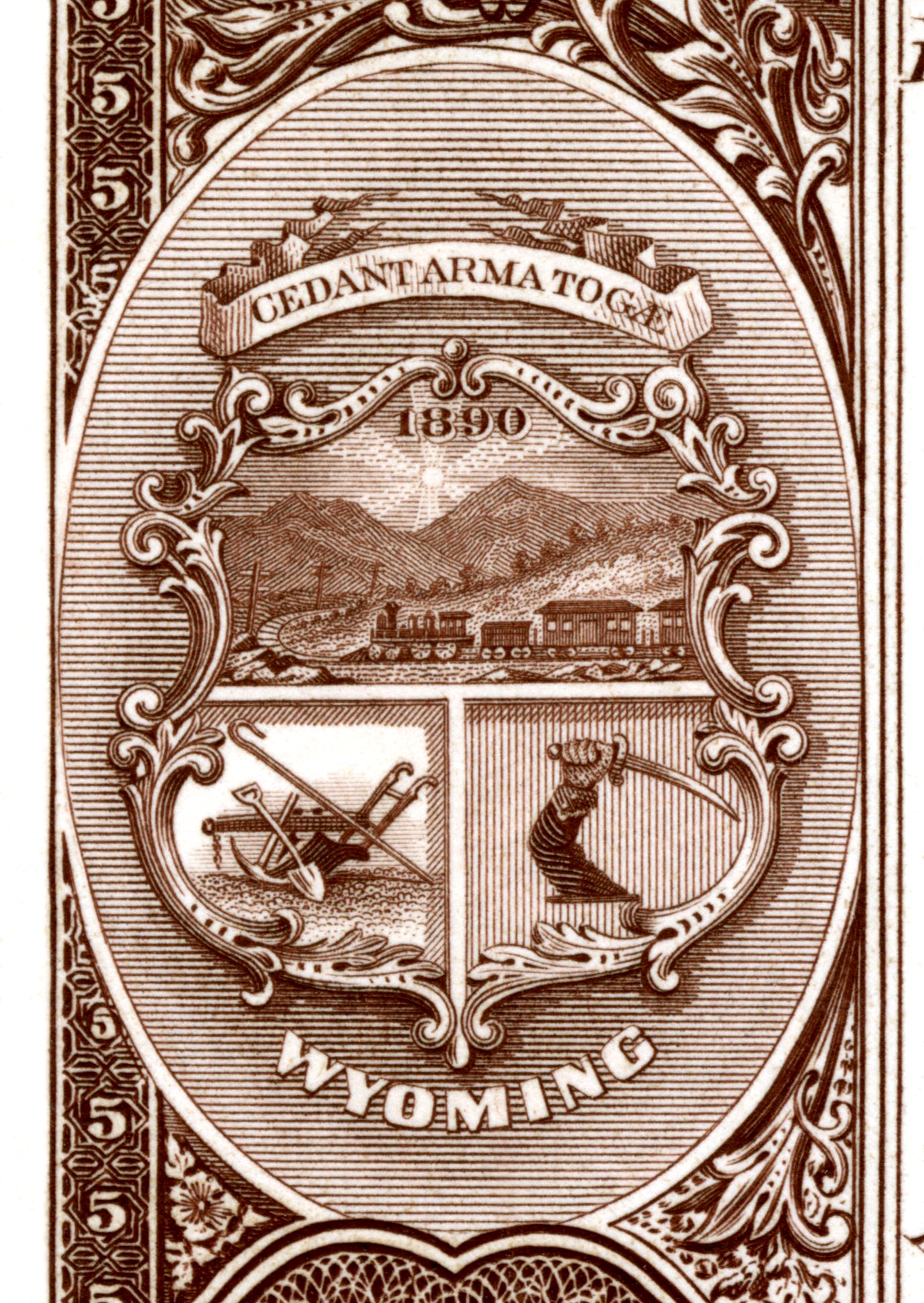
Stemma antico dello stato del Wyoming (Stati Uniti)
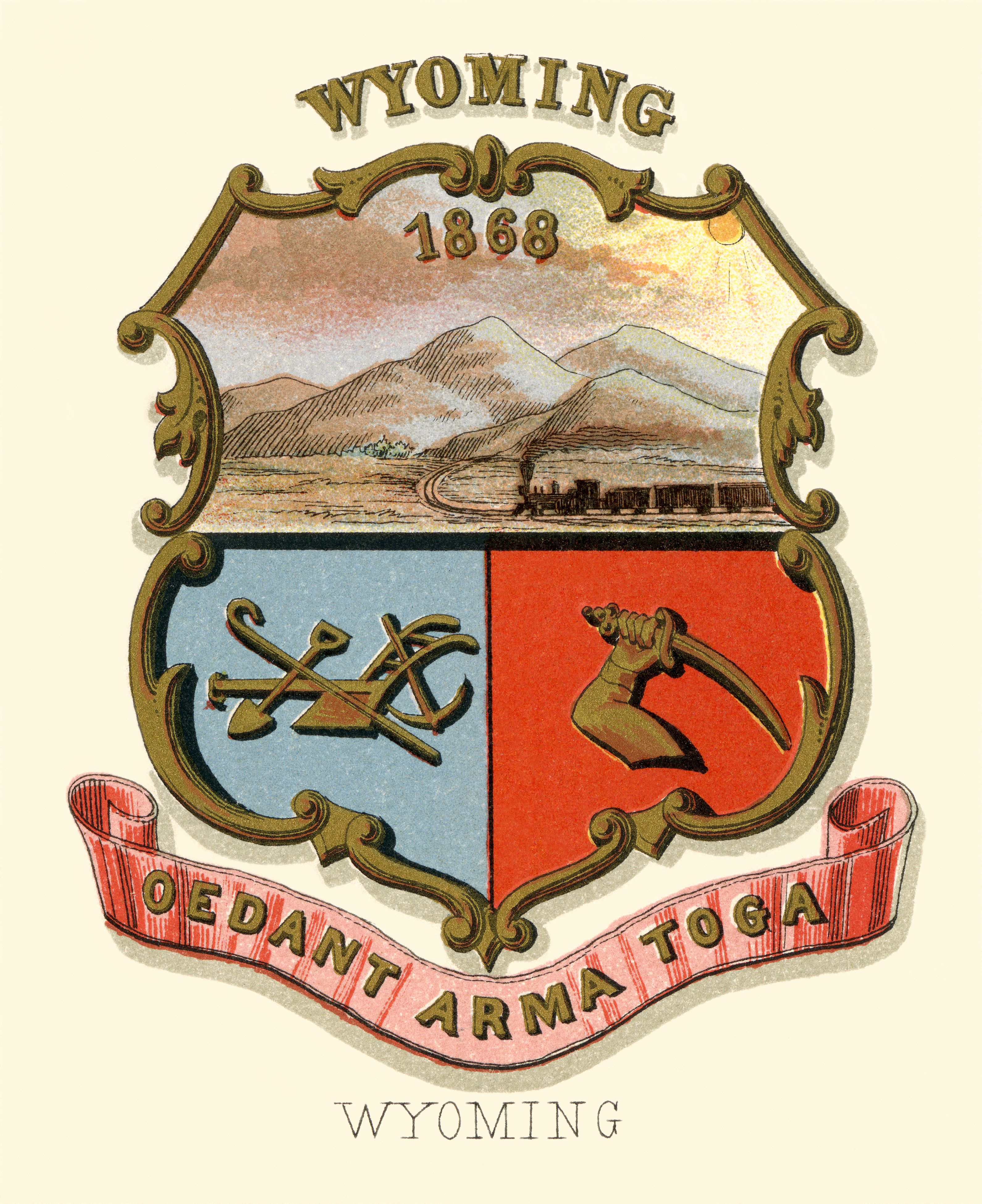
Stampa dello stemma del Wyoming, con motto errato